# Ravano dalle Carceri
Ravano dalle Carceri (... – 1216) è stato un nobile italiano.
Fu uno dei primi triarchi di Negroponte dal 1205. 

## Biografia
Originario di Verona, apparteneva ad una famiglia potente (suo fratello Enrico fu vescovo di Mantova e suo fratello Redondello podestà di Verona nel 1210).
Partecipò alla quarta crociata come parte del contingente veneziano, e nell'estate del 1204 fu uno dei due emissari (l'altro era Marco Sanudo) inviati dalla repubblica a Bonifacio I del Monferrato per porre fine al conflitto tra lui e l'imperatore Baldovino. In questa occasione negoziò un trattato per conto di Venezia, con il quale quest'ultima ricomprò da Bonifacio i suoi diritti su Creta; è forse in queste circostanze che si unì all'entourage del marchese.
Nel 1205 Ravano fu tra coloro che guidarono le forze nella cattura dell'isola di Eubea dall'impero bizantino come parte della quarta crociata. L'isola fu assoggettata al Regno di Tessalonica e nell'agosto 1205, Bonifacio divise l'isola in terzi, concedendo probabilmente il terzo centrale a Ravano. I governanti dell'isola di Eubea (Negroponte per gli italiani) erano chiamati terzieri o triarchi: governanti di terzi.
Si schierò con i Lombardi in rivolta contro l'imperatore Enrico nel 1208-1209: probabilmente per rafforzare la sua posizione, si riconobbe vassallo di Venezia con un trattato concluso nel marzo 1209, che gli dava l'intera isola, visto che Pecoraro da Mercanuovo e Giberto da Verona (un parente di Ravano), erano rispettivamente tornati in Italia e morti; Ravano prese il controllo dell'intera isola e si ribellò contro il suo sovrano nominale, ora Demetrio. La Repubblica di Venezia riconobbe la sua indipendenza come signore di Negroponte ed egli accettò la sovranità veneziana in marzo, questo trattato fu poi confermato nel febbraio 1211. Nell'aprile 1209 le sue galee attaccarono una nave dell'imperatore Enrico a Almyros. Assediato a Tebe con gli altri signori "lombardi", si arrese in maggio (fu uno dei negoziatori delle trattative di pace) ma fu graziato da Enrico; poco dopo salvò Enrico da un complotto ordito dall'ex reggente Oberto II di Biandrate, capo del partito lombardo.
Come la maggior parte degli altri signori della regione, entrò in conflitto con il clero latino locale e con i Templari e fu destinatario di lettere papali sull'argomento dal 1208. Morì nel 1216 e la sua successione fu regolata dal bailo veneziano Pietro Barbo. Ravano non fece alcuna disposizione per il suo principato alla luce della sua morte e fu lasciato al balivo veneziano di dividere l'Eubea in sesti nel 1217. Il terzo settentrionale, con capitale a Oreoi, fu diviso tra i nipoti di Ravano, Merino I e Rizzardo; il terzo centrale, con capitale dell'isola, Chalkis, fu diviso tra la sua vedova, Isabella, e sua figlia, Berta; e il terzo meridionale, con capitale a Karystos, fu diviso tra gli eredi di Giberto, Guglielmo I e Alberto.
La moglie di Ravano potrebbe essere stata la Trobairitz Ysabella.

## Famiglia e discendenza
Ravano aveva accettato di sposare Isabella, la moglie di un altro uomo, qualche tempo prima del 25 maggio 1212, quando, dopo essere rimasta vedova, l'arcivescovo di Atene ricevette da papa Innocenzo III la dispensa per celebrare il matrimonio. Ebbe una figlia, Berta, di cui non si conosce la discendenza.